# Euphorbia durandoi
Euphorbia durandoi är en törelväxtart som beskrevs av Alfred Charles Chabert. Euphorbia durandoi ingår i släktet törlar, och familjen törelväxter.
Artens utbredningsområde är Algeriet. Inga underarter finns listade i Catalogue of Life.